# Mangazeïa
Mangazeïa (en russe : Мангазея) fut une colonie de marchands du nord-ouest de la Sibérie, en Russie, fondée en 1600, puis une ville. Elle était bâtie au bord du Taz, entre les fleuves Ob et Ienisseï et joua un rôle primordial dans la conquête par la Russie des régions arctiques et circumpolaires.

## Histoire
Les colons russes des côtes de la mer Blanche, les Pomors, découvrent une route le long de la côte de l'océan Arctique leur permettant de naviguer jusqu'à Arkhangelsk pour faire du commerce avec les marchands norvégiens, anglais et néerlandais. 
Pendant toute l'année, Mangazeïa sert d'entrepôt pour les fourrures, l'ivoire (défenses de morse et de mammouth) et les produits d'Asie centrale, qui sont expédiés par bateau pendant le bref été arctique. 
Mangazeïa compte alors seulement quelques centaines d'habitants tout au plus.
Cette route commerciale est interdite en 1619 sous peine de mort, l'État ne pouvant y percevoir de taxes et craignant aussi une pénétration commerciale anglaise en Sibérie. 
Mangazeïa tente de se maintenir pendant encore un demi-siècle mais est finalement abandonnée. 
À la suite de l'incendie catastrophique de 1662, la population restante est évacuée à Touroukhansk, qui fut connue sous le nom de Novaïa Mangazeïa jusqu'aux années 1780. Mangazeïa est fermée par oukase en 1672.
L'emplacement exact de Mangazeïa et la route maritime du Nord empruntée par les Pomors tombent dans l'oubli. 
Au XIXe siècle, le chercheur Tretiakov relate dans son journal que « Tout est envahi de bouleaux. Çà et là, dans un trou, des rondins de bois moisis ou des ossements d’hommes et de chevaux témoignent encore des jours passés ».
En 1968, des archéologues soviétiques découvrent des vestiges d'un kremlin en bois, d'un port et d'un marché couvert (gostiny dvor) sur le site de Mangazeïa
Le site de Mangazeïa se trouve aujourd'hui dans le district autonome de Iamalo-Nénétsie, dans l'oblast de Tioumen, à 1 366 km au nord-est de Tioumen et à 385 km au sud-ouest de Norilsk.

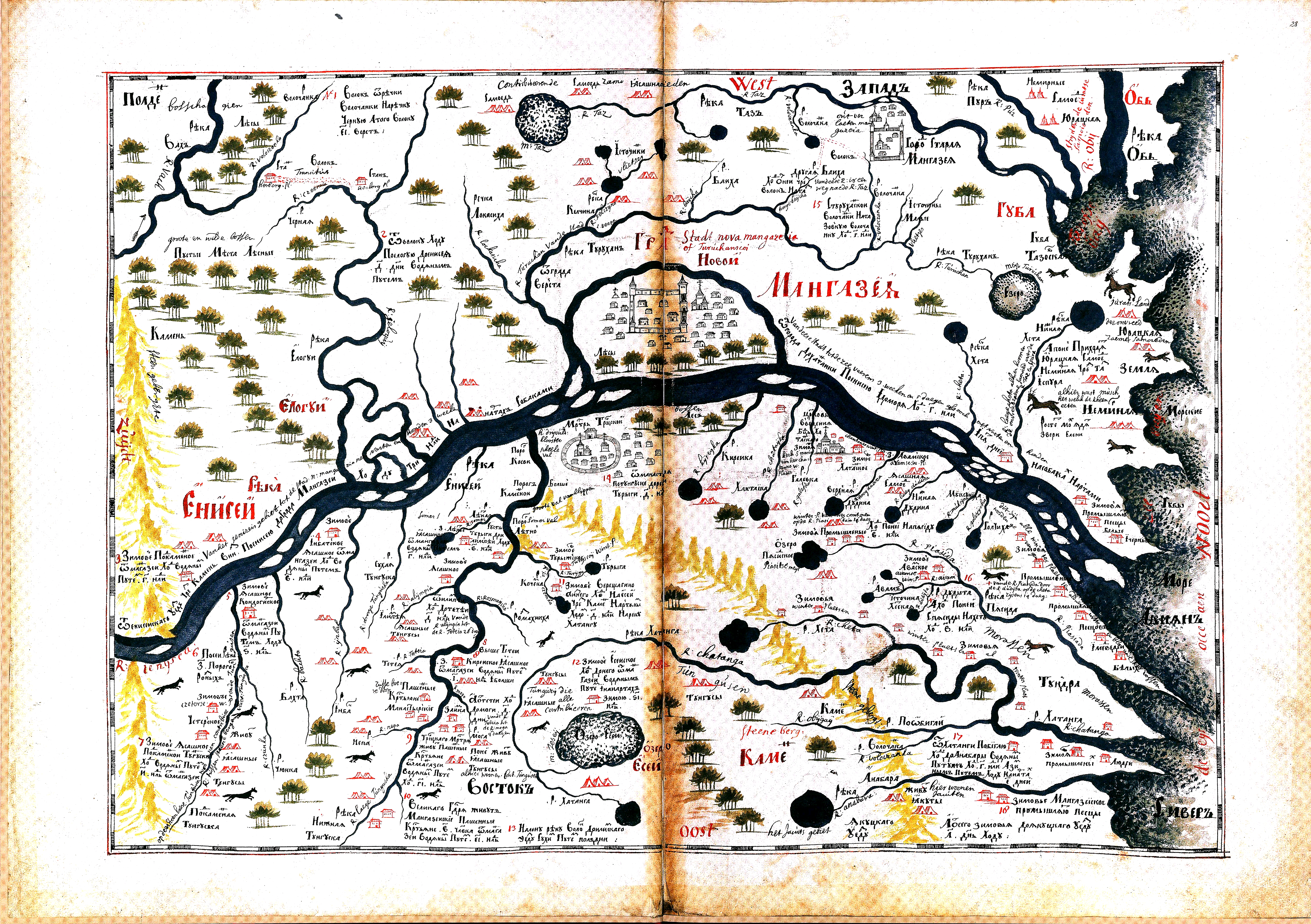
Carte de Mangazeïa et de ses environs vers la fin du XVII, établie par Semion Oulianovitch Remezov et reproduite dans un ouvrage russe de 1882. La carte est centrée sur Novaïa Mangazeïa, sur l'Ienisseï, et l'ancienne Mangazeïa est en haut à droite, sur le Taz (le Nord est à droite).